# Bouquet-garni
A bouquet-garni (’ízesítő csokor’, magyaros kiejtése kb. „buké gárni”) egy fűszernövényekből álló ízesítő csokor, melyet levesekbe, mártásokba és ragukba főznek bele és tálalás előtt eltávolítanak.

## Összetevők

### Alapvető összetevők
- kakukkfű
- babérlevél

### Opcionális összetevők
- petrezselyemzöld
- zellerzöld
- rozmaring
- póréhagyma
- zsálya
- lestyán
- borsikafű
- szurokfű
- koriander
- menta
- citromhéj
- metélőhagyma
- fokhagyma
- metélő-fokhagyma

## Használata
A friss összetevőket étkezési minőségű fonállal összekötik. A száraz összetevőket póréhagymalevélbe teszik és szorosan átkötözik. Az összekötözött fűszercsokrot belehelyezik az ételbe és együtt főzik az étellel, majd a főzés végén eltávolítják.